# エルマントルド・ドルレアン
エルマントルド・ドルレアン（Ermentrude d'Orléans, 825/830年9月27日 - 869年10月6日）は、西フランク王シャルル2世（禿頭王）の最初の妃。オルレアン伯ウードとその妻でパリ伯ルタール1世の娘であるアンジェルトルド・ド・フェザンサック（Engeltrude de Fézensac、ジラール・ド・ルシヨンの姉妹）の間の娘。ピピン1世、カール・マルテル、そして最後のランゴバルド王デジデリウスの血を引く。エルマントルドはウダルリヒング家（Udalrichinger）と親族関係にあるゲロルド家（Geroldonen）に属していた。
842年12月13日または14日、キイジー（現在のフランス・ピカルディ地域圏エーヌ県）の王城においてシャルル禿頭王と結婚した。866年、弟のギヨームが義兄シャルル王に対する反逆罪に問われて刑死した。翌867年、エルマントルドは夫の許を去ってヴァランシエンヌ郊外のアスノン修道院に入った。その2年後に亡くなり、サン＝ドニ大聖堂に埋葬された。シャルル禿頭王は翌870年、リシルド・ド・プロヴァンスと再婚している。
シャルル禿頭王との間に9人の子女をもうけた。
- ジュディト（843年頃 - 870年） - 856年にウェセックス王エゼルウルフと結婚、858年にウェセックス王エゼルバルド（継子）と再婚、862年にフランドル伯ボードゥアン1世と3度目の結婚
- ルイ2世（846年 - 879年） - 西フランク王
- シャルル（847/848年 - 866年） - アキテーヌ王
- ロタール（847年頃 - 865年） - サン＝ジェルマン修道院長
- カルロマン（849年頃 - 876年） - サン＝メダール修道院長
- ロトルド（852年 - ?）
- エルマントルド（854年頃 - ?）
- イルドガルド（856年頃 - ?）
- ジゼル（858年頃 - 874年）